# Lucas Zamora
Pour les articles homonymes, voir Zamora (homonymie).
Pas d'image ? Cliquez ici

a Compétitions nationales et continentales officielles uniquement.

b Matchs officiels uniquement.
Dernière mise à jour le 1 juillet 2025.
Lucas Zamora, né le 29 novembre 2004, est un joueur français de rugby à XV évoluant au poste de demi de mêlée.

## Biographie

### Jeunesse et formation
Lucas Zamora naît le 29 novembre 2004. Fils de sportif, il est originaire de Royan en Charente-Maritime et découvre le rugby à XV dès l'âge de quatre ans.
En 2010, il rejoint le club du Royan Saujon Rugby,,. Huit ans plus tard, il part au Stade rochelais pour continuer sa formation. Il est tout d'abord formé au poste de demi d'ouverture, pouvant également buter, mais est déplacé au poste de demi de mêlée lors de sa période en Crabos, catégorie où il est capitaine.
Au niveau scolaire, il obtient son baccalauréat puis réalise des études de négociateur technique et commercial au sein de l'école privée liée au Stade rochelais.
En mars 2022, il est sélectionné pour le stage « Générations bleues », regroupant les 300 meilleurs joueurs des générations 2004, 2005 et 2006, organisé par la Fédération française de rugby afin de former le groupe de l'équipe de France des moins de 18 ans. À l'issue du stage, il est titularisé et nommé capitaine lors d'un match remporté 28 à 5 contre l'Angleterre.

### Carrière professionnelle
Durant l'été 2022, étant tout juste promu des Crabos, il effectue la préparation de la saison 2022-2023 avec l'effectif professionnel du Stade rochelais. Fin décembre 2022, quelques semaines après avoir fêté ses dix-huit ans et en l'absence de Tawera Kerr-Barlow et Jules Le Bail, il est retenu pour la première fois sur une feuille de match du Stade rochelais, en tant que remplaçant, en Top 14 afin d'affronter l'Union Bordeaux Bègles. Pendant la rencontre, il fait ses débuts en professionnel en entrant en jeu à la place de Thomas Berjon en fin de match. Ce même mois, il est convoqué par l'équipe de France des moins de 20 ans pour préparer le Tournoi des Six Nations de la catégorie. Le mois suivant, il est sélectionné pour la compétition. Retenu pour la première journée, il entre en jeu en seconde période lors du succès 28 à 27 des Bleuets à l'extérieur contre l'Italie. Il ne dispute pas d'autres rencontres du Tournoi. En mai, il est présélectionné pour le Championnat du monde junior 2023 mais il ne fait pas partie du groupe final dévoilé le mois suivant,. Au total, il dispute quatre matchs en tant que remplaçant en Top 14 cette saison-là.
Début septembre 2023, à Lisbonne au Portugal, il remporte le Championnat d'Europe universitaire de rugby à sept avec l'équipe de l'université de La Rochelle, le premier titre européen de l'université toutes disciplines confondues, en étant élu meilleur joueur du tournoi. Le même mois, il participe aux deux premières étapes du Supersevens 2023,. Durant la majeure partie de saison 2023-2024, il évolue avec les espoirs rochelais. Le 4 février, après la première journée du Tournoi des Six Nations des moins de 20 ans 2024, il est convoqué pour remplacer Léo Carbonneau, libéré pour jouer avec son club. Il dispute la deuxième journée en tant que remplaçant contre l'Écosse puis est titularisé contre l'Italie où il marque un essai. Le mois suivant, il est utilisé pour la première fois de la saison avec les professionnels du Stade rochelais à l'occasion d'un déplacement à l'Aviron bayonnais où il figure sur le banc des remplaçants en l'absence de Teddy Iribaren. Pendant la saison 2023-2024, il participe à deux autres rencontres avec les professionnels. Début juin 2024, il participe à la demi-finale du Championnat de France espoirs contre le Castres olympique. Invaincus durant la saison, les Rochelais sont cependant battus 20 à 27 par les Castrais, mettant un terme à leur saison. Quelques semaines tard, il est nommé réserviste pour le Championnat du monde junior en Afrique du Sud mais n'est pas appelé durant la compétition.
Pour la saison 2024-2025, il est prêté en Pro D2 au Soyaux Angoulême XV afin de gagner du temps de jeu et de l'expérience,. Dès la première journée de Pro D2, il est titularisé face au Stade aurillacois à l'extérieur. Les Angoumoisins réalisent une très bonne opération en s'imposant 31 à 24 et Zamora inscrit son premier essai sous ses nouvelles couleurs. Il connaît une seconde titularisation d'affilée, à domicile contre le CA Brive, mais son club est battu 25 à 28. Par la suite, il est moins utilisé et est remplaçant. Au mois de janvier, après la libération anticipé du contrat de Teddy Iribaren par le Stade rochelais, des discussions ont lieu entre les dirigeants rochelais et angoumoisins pour une fin de prêt de Lucas Zamora mais finalement il reste au Soyaux Angoulême XV jusqu'à la fin de la saison. En avril suivant, il est annoncé officiellement qu'il rejoint le club de Top 14 de l'ASM Clermont Auvergne à partir de la saison 2025-2026, pour une durée de trois ans. Pour son dernier match avec le Soyaux Angoulême XV, lors de la dernière journée de la phase régulière de Pro D2, il inscrit un essai lors de la défaite 39 à 22 au Valence Romans DR. Au total, il dispute onze matchs, dont deux en qualité de titulaire, et inscrit deux essais durant cette saison en prêt.

## Palmarès

### En universitaire
- Vainqueur du Championnat d'Europe universitaire de rugby à sept en 2023 avec l'université de La Rochelle.

### Distinctions personnelles
- Élu meilleur joueur du Championnat d'Europe universitaire de rugby à sept.